# Eddie Donovan
Eddie Donovan (2 de junho de 1922 - 20 de janeiro de 2001) foi um treinador e executivo de basquete estadunidense.
Treinou o New York Knicks entre 1961 e 1965, tendo sido o treinador da equipe que levou 100 pontos do central Wilt Chamberlain do Philadelphia Warriors, recorde mundial, no jogo realizado em Hershey, Pensilvânia, dia 2 de março de 1962. Posteriormente, tornou-se gerente geral do time. Neste papel, ele draftou Willis Reed e Dave DeBusschere, duas entradas que ajudaram o time a conquistar o campeonato em 1970.
Mais além, tornou-se um executivo do Buffalo Braves, tendo conquistado o prêmio Executivo do Ano da NBA na temporada de 1973-74. Após encerrar a carreira no Knicks, Donovan foi treinador na St. Bonaventure University de 1953 até 1961. Faleceu em 2001, vítima de ataque cardíaco aos 78 anos.